# Žuta kamilica
Žuta kamilica (lat. Matricaria discoidea) je jednogodišnja, zeljasta biljka koja pripada familiji glavočika (lat. Asteraceae).

## Opis
Poseduje uspravnu stabljiku, koja je razgranata i gola, a pri vrhu može imati sitne dlačice. Biljka može narasti do 60 cm. Listovi su naizmenični, sa kratkom drškom ili bez nje, razdeljeni su u kratke, guste i mnogobrojne izdanke. Kada se list protrlja, ostavlja slatkast miris. Za razliku od obične kamilice, ova biljka ne poseduje jezičaste cvetove. Glavičastu cvast sačinjavaju cevasti cvetovi žute boje, kojih ima više od 50. Plodnik je podcvetan i građen iz dve karpele, dok prašnika ima 5. Veličina cveta se obično kreće od 5 do 9 mm. Plod je svetlo braon ahenija sa papusom (cipsela), dimenzija od 1, 2 do 1, 5 mm. Cveta od jula do oktobra.

## Stanište i rasprostranjenost
Poreklom je iz Severne Amerike i severoistočne Azije. U Evropu je uneta sredinom 19. veka kao ukrasna biljka. U početku se uzgajala kao egzotična biljka u botaničkim baštama odakle je dospela u prirodu i raširila se kao invazivna vrsta. Raste na osunčanim mestima, uglavnom na siromašnom i tvrdom zemljištu, pored puteva, na njivama, u vrtovima i ostalim ruderalnim mestima.

## Upotreba
Sveži listovi se koriste za salatu, a mogu se i kuvati. Cvetovovi imaju miris kamilice i ananasa. Takođe su jestivi, a mogu se koristiti i za čaj.